# Bernard Voorhoof
Bernardus Voorhoof (Lier, 10 maggio 1910 – Lier, 18 febbraio 1974) è stato un calciatore belga, di ruolo attaccante.

## Carriera
Voorhoof giocò con il Lierse SK la maggior parte della sua carriera, segnando oltre 360 gol in 529 incontri.
Con la Nazionale belga, esordì nel 1928 in un match contro la Francia. Con i Diables Rouges, Voorhoof disputò l'Olimpiade del 1928 e i tre Mondiali precedenti alla seconda guerra mondiale.

### Record
Voorhoof detiene il record per aver segnato il maggior numero di reti in una partita di prima divisione belga. Il match è Lierse SK-Eendracht Alost del campionato 1939-1940 finito 17-1 in cui Voorhoof segnò 5 gol.
Voorhoof è anche il primo giocatore della Nazionale belga ad aver segnato un gol in un campionato mondiale (Germania-Belgio 5-2).

## Palmarès
- Campionato belga: 2

Lierse SK
1931-1932, 1941-1942